# Laguna San José
A  Laguna San José  é um lago localizado na Guatemala. Localiza-se no departamento de Jalapa, Município de Moyuta.